# Anasphaltis
Anasphaltis là một chi bướm đêm thuộc họ Gelechiidae.